# Armin Gigović
Armin Gigović (Lund, 6 april 2002) is een voetballer met zowel de Zweedse als Bosnische nationaliteit die bij voorkeur als middenvelder speelt. In 2019 debuteerde hij in het betaalde voetbal namens Helsingborgs IF in de Allsvenskan. Na twee interlands in het Zweedse nationale team te hebben, debuteerde hij in 2024 voor het nationale elftal van Bosnië en Herzegovina. Sinds augustus 2025 staat hij onder contract bij het Zwitserse BSC Young Boys.

## Clubcarrière

### Helsingborgs IF
Gigović begon met voetballen bij Landskrona BoIS en stapte in de zomer van 2017 over naar de jeugdopleiding van Helsingborgs IF. Op 15 juli 2019 maakte hij op 17-jarige leeftijd onder trainer Henrik Larsson zijn debuut in het eerste elftal, tijdens de thuiswedstrijd in de  Allsvenskan tegen IK Sirius FK. In het Olympia kwam hij in de 75e minuut in het veld voor David Boysen. Op 25 augustus 2019 stond hij voor het eerst in de basis tijdens de uitwedstrijd tegen IFK Norrköping. Wegens een dreigende tweede gele kaart werd hij vlak voor tijd gewisseld voor Daníel Hafsteinsson. De rest van het seizoen bleef hij deel uitmaken van het elftal en in augustus 2019 tekende hij een contract tot medio 2021. Ook in het seizoen 2020 bleef hij onder trainer Olof Mellberg een vaste waarde. Op 6 juli 2020 maakte hij zijn eerste doelpunt in het betaald voetbal tijdens de met 2–2 gelijkgespeelde uitwedstrijd tegen Djurgårdens IF.  In de Tele2 Arena in Stockholm scoorde hij in de 65e minuut na een voorzet van Alex Timossi Andersson het tweede doelpunt van Helsingborg. Zijn prestaties trokken de aandacht van FK Rostov, dat hem in 2020 overnam.

### FK Rostov
In oktober 2020 tekende Gigović een vijfjarig contract bij FK Rostov, dat een transfersom van € 1,5 miljoen voor hem betaalde. Hij maakte gelijktijdig de overstap met zijn Zweedse landgenoot Pontus Almqvist. Op 25 oktober 2020 debuteerde hij onder trainer Valeri Karpin in de Premjer-Liga tijdens de thuiswedstrijd tegen FK Chimki.  In de Rostov Arena kwam hij in de 83e minuut als invaller in het veld voor Pavel Mamajev. Op 17 maart 2021 maakte hij zijn eerste doelpunt voor Rostov in de met 0–4 gewonnen uitwedstrijd tegen Rotor Volgograd. Hij opende in de 41e minuut de score. Het lukte hem niet om een vaste basisspeler te worden; hij kwam tot negen basisplaatsen. Ook in zijn tweede seizoen (2021/22) bleef zijn situatie grotendeels onveranderd. In maart 2022, na het begin van de Russische invasie van Oekraïne, maakte hij gebruik van de door de FIFA geboden mogelijkheid voor buitenlandse spelers om hun contract op te schorten. Hij keerde terug naar Zweden en werd verhuurd aan zijn voormalige club Helsingborgs IF. Vervolgens werd hij verhuurd aan Odense BK en FC Midtjylland in Denemarken. In de zomer van 2024 maakte hij de overstap naar het naar de Bundesliga gepromoveerde Holstein Kiel.

#### Verhuur aan Helsingborgs IF
Eind maart 2022 werd bekend dat Gigović terugkeerde op de Zweedse velden door een huurcontract te tekenen bij zijn jeugdclub Helsingborgs IF. Op 2 april 2022 maakte hij zijn rentree voor de Zuid-Zweedse club tijdens de uitwedstrijd tegen Hammarby. Trainer Jörgen Lennartsson liet hem in de Tele2 Arena in de basis starten. Na 16 wedstrijden, waarin hij voornamelijk als basisspeler werd ingezet, verliet hij de club in de zomer van 2022 voor de tweede keer.

#### Verhuur aan Odense BK
In de zomer van 2022 werd bekend dat Gigović voor de tweede helft van het jaar werd verhuurd aan Odense BK. Op 4 september maakte hij onder trainer Andreas Alm zijn debuut in de Superligaen tijdens de thuiswedstrijd tegen Viborg FF. In het Nature Energy Park startte hij in de basis. Op 9 oktober scoorde hij zijn eerste doelpunt voor Odense in de met 1–1 gelijkgespeelde thuiswedstrijd tegen Silkeborg IF. In de 61e minuut zette hij zijn ploeg op voorsprong na een voorzet van Yankuba Minteh. Na tien wedstrijden trok hij de aandacht van FC Midtjylland en maakte hij de overstap naar de club uit Herning.

#### Verhuur aan FC Midtjylland
In januari 2023 begon Gigović aan zijn derde verhuurperiode, ditmaal bij FC Midtjylland, waar hij een contract tekende tot het einde van het seizoen. Op 16 februari maakte hij onder trainer Albert Capellas zijn debuut in de tussenronde van de Europa League tegen Sporting Clube de Portugal. In de uitwedstrijd in hetEstádio José Alvalade in Lissabon startte hij in de basis. Hij veroverde een vaste basisplaats en kwam in totaal tot twaalf starts. Aan het einde van het seizoen verlengde hij zijn huurperiode met een jaar. Tijdens dit seizoen werd hij met FC Midtjylland Deens kampioen. Ondanks de vooruitzichten om in de  Champions League te spelen, koos hij ervoor zijn carrière voort te zetten in Duitsland bij Holstein Kiel.

### Holstein Kiel
Gigović tekende in de zomer van 2024 een contract met onbekende looptijd bij de Noord-Duitse club Holstein Kiel. Op 31 augustus, in de tweede competitieronde, maakte hij zijn debuut tijdens de thuiswedstrijd tegen VfL Wolfsburg. Trainer Marcel Rapp bracht hem in het Holstein-Stadion in de 63e minuut als invaller voor Finn Porath. Een week later viel hij opnieuw in en scoorde zijn eerste doelpunt voor Kiel in de met 1–6 verloren thuiswedstrijd tegen Bayern München. In de 82e minuut maakte hij na een voorzet van Tymoteusz Puchacz het enige doelpunt voor Holstein. Holstein Kiel stond bij de winterstop op de 17e plaats, mede door het geringe aantal doelpunten in de eerste seizoenshelft. Ondanks de moeizame start behield Rapp vertrouwen in Gigović, die zijn basisplaats behield in de tweede competitiehelft. Uiteindelijk kwam hij tot 23 basisplaatsen en scoorde vijf keer. Desondanks kon hij degradatie naar de 2. Bundesliga niet voorkomen. Gigović speelde in het seizoen 2025/26 nog mee in de wedstrijd tegen SC Paderborn 07, waarna hij gebruikmaakte van een contractuele clausule om voor een vastgelegd bedrag te vertrekken. Hij maakte de overstap naar Zwitserland en sloot aan bij BSC Young Boys, een club die uitkomt op het hoogste niveau.

### BSC Young Boys
In augustus 2025 tekende Gigović een contract tot 2029 voor Young Boys.

## Clubstatistieken
| Seizoen                         | Club              | Competitie    | Competitie | Competitie | Competitie | Beker | Beker | Beker | Internationaal | Internationaal | Internationaal | Totaal | Totaal | Totaal |
| Seizoen                         | Club              | Competitie    | Wed.       | Dlp.       | Ass.       | Wed.  | Dlp.  | Ass.  | Wed.           | Dlp.           | Ass.           | Wed.   | Dlp.   | Ass.   |
| ------------------------------- | ----------------- | ------------- | ---------- | ---------- | ---------- | ----- | ----- | ----- | -------------- | -------------- | -------------- | ------ | ------ | ------ |
| 2019                            | Helsingborgs IF   | Allsvenskan   | 14         | 0          | 1          | —     | —     | —     | —              | —              | —              | 14     | 0      | 1      |
| 2020                            | Helsingborgs IF   | Allsvenskan   | 20         | 1          | 1          | —     | —     | —     | —              | —              | —              | 20     | 1      | 1      |
| Club Totaal                     | Club Totaal       | Club Totaal   | 34         | 1          | 2          | 0     | 0     | 0     | 0              | 0              | 0              | 34     | 1      | 2      |
| 2020/21                         | FK Rostov         | Premier Liga  | 17         | 1          | 0          | —     | —     | —     | —              | —              | —              | 17     | 1      | 0      |
| 2021/22                         | FK Rostov         | Premier Liga  | 13         | 0          | 1          | —     | —     | —     | —              | —              | —              | 13     | 0      | 1      |
| Club Totaal                     | Club Totaal       | Club Totaal   | 30         | 1          | 1          | 0     | 0     | 0     | 0              | 0              | 0              | 30     | 1      | 1      |
| 2022                            | → Helsingborgs IF | Allsvenskan   | 16         | 2          | 0          | —     | —     | —     | —              | —              | —              | 16     | 2      | 0      |
| Club Totaal                     | Club Totaal       | Club Totaal   | 16         | 2          | 0          | 0     | 0     | 0     | 0              | 0              | 0              | 16     | 2      | 0      |
| 2022/23                         | → Odense BK       | Superligaen   | 9          | 1          | 0          | 1     | 0     | 0     | —              | —              | —              | 10     | 1      | 0      |
| Club Totaal                     | Club Totaal       | Club Totaal   | 9          | 1          | 0          | 1     | 0     | 0     | 0              | 0              | 0              | 10     | 1      | 0      |
| 2022/23                         | → FC Midtjylland  | Superligaen   | 10         | 0          | 0          | —     | —     | —     | 2              | 0              | 0              | 12     | 0      | 0      |
| 2023/24                         | → FC Midtjylland  | Superligaen   | 20         | 0          | 0          | 2     | 0     | 0     | 6              | 1              | 0              | 28     | 1      | 0      |
| Club Totaal                     | Club Totaal       | Club Totaal   | 30         | 0          | 0          | 2     | 0     | 0     | 8              | 1              | 0              | 40     | 1      | 0      |
| 2024/25                         | Holstein Kiel     | Bundesliga    | 31         | 5          | 2          | 1     | 0     | 0     | —              | —              | —              | 33     | 5      | 2      |
| 2025/26                         | Holstein Kiel     | 2. Bundesliga | 1          | 1          | 0          | —     | —     | —     | —              | —              | —              | 1      | 1      | 0      |
| Club Totaal                     | Club Totaal       | Club Totaal   | 33         | 6          | 2          | 1     | 0     | 0     | 0              | 0              | 0              | 32     | 6      | 2      |
| 2025/26                         | → BSC Young Boys  | Super League  | 0          | 0          | 0          | 0     | 0     | 0     | 0              | 0              | 0              | 0      | 0      | 0      |
| Club Totaal                     | Club Totaal       | Club Totaal   | 0          | 0          | 0          | 0     | 0     | 0     | 0              | 0              | 0              | 0      | 0      | 0      |
| TOTAAL                          | TOTAAL            | TOTAAL        | 151        | 11         | 5          | 4     | 0     | 0     | 8              | 1              | 0              | 163    | 12     | 5      |
| Bijgewerkt tot 12 augustus 2025 |                   |               |            |            |            |       |       |       |                |                |                |        |        |        |

## Interlandloopbaan
Gigović kwam uit voor diverse Zweedse jeugdelftallen en nam met Zweden –17 deel aan een eindtoernooi. In totaal speelde hij 28 jeugdinterlands voor Zweden, waarin hij twee keer scoorde. Hij speelde daarbij samen met onder anderen Lucas Bergvall, Oscar Vilhelmsson, Oliver Dovin en Joe Mendes.Hij speelde twee interlands voor het Zweedse nationale elftal, voordat hij besloot uit te komen voor het nationaal elftal van Bosnië en Herzegovina, het geboorteland van zijn vader.

### Zweedse jeugdelftallen
Gigović maakte op 2 februari 2019 onder bondscoach Christofer Augustsson zijn debuut voor Zweden –17 in een oefeninterland tegen Roemenië –17 waarin hij in de basis begon. Op 5 september 2019 maakte hij in een thuiswedstrijd tegen Noorwegen –17 zijn eerste interlanddoelpunt. In de met 3–1 gewonnen oefenwedstrijd scoorde hij in de negende minuut het tweede Zweedse doelpunt.
Gigović had een bescheiden aandeel in de kwalificatie van Zweden –17 voor het Europees kampioenschap 2019. Tijdens de eliteronde kwam hij twee keer als invaller in actie. Zweden eindigde als tweede in de poule achter Frankrijk en plaatste zich daarmee voor het eindtoernooi in Ierland. Op het eindtoernooi verloor Zweden alle groepswedstrijden en eindigde het als laatste in de poule. De wedstrijd tegen Frankrijk was de enige waarin Gigović in de basis startte.
Op 17 november 2022 droeg hij tijdens de vriendschappelijke interland van Zweden –21 tegen Denemarken –21 voor het eerst de aanvoerdersband. Met Zweden –21 wist hij zich niet te kwalificeren voor het Europees kampioenschap 2021 en 2023.
| Jeugdinterlands van Armin Gigović voor Zweden () | Jeugdinterlands van Armin Gigović voor Zweden () | Jeugdinterlands van Armin Gigović voor Zweden () | Jeugdinterlands van Armin Gigović voor Zweden () | Jeugdinterlands van Armin Gigović voor Zweden () | Jeugdinterlands van Armin Gigović voor Zweden () |
| №                                                | Datum                                            | Wedstrijd                                        | Uitslag                                          | Soort Wedstrijd                                  | Doelpunten                                       |
| Als speler bij Zweden –17                        | Als speler bij Zweden –17                        | Als speler bij Zweden –17                        | Als speler bij Zweden –17                        | Als speler bij Zweden –17                        | Als speler bij Zweden –17                        |
| ------------------------------------------------ | ------------------------------------------------ | ------------------------------------------------ | ------------------------------------------------ | ------------------------------------------------ | ------------------------------------------------ |
| 1.                                               | 2 februari 2019                                  | Roemenië – Zweden                                | 0 – 5                                            | Vriendschappelijk                                |                                                  |
| 2.                                               | 26 maart 2019                                    | Zweden – Frankrijk                               | 0 – 2                                            | EK-kwalificatie 2019                             |                                                  |
| 3.                                               | 1 april 2019                                     | Servië – Zweden                                  | 0 – 2                                            | EK-kwalificatie 2019                             |                                                  |
| 4.                                               | 3 mei 2019                                       | Nederland – Zweden                               | 2 – 0                                            | Europees kampioenschap 2019                      |                                                  |
| 5.                                               | 6 mei 2019                                       | Frankrijk – Zweden                               | 4 – 2                                            | Europees kampioenschap 2019                      |                                                  |
| 6.                                               | 9 mei 2019                                       | Zweden – Engeland                                | 1 – 3                                            | Europees kampioenschap 2019                      |                                                  |
| 7.                                               | 5 september 2019                                 | Zweden – Noorwegen                               | 3 – 1                                            | Vriendschappelijk                                | Goal                                             |
| 8.                                               | 9 september 2019                                 | Zweden – Oostenrijk                              | 1 – 1                                            | Vriendschappelijk                                |                                                  |
| Als speler bij Zweden –21                        |                                                  |                                                  |                                                  |                                                  |                                                  |
| 1.                                               | 9 oktober 2020                                   | Zweden – Luxemburg                               | 4 – 0                                            | EK-kwalificatie 2021                             |                                                  |
| 2.                                               | 18 november 2020                                 | Italië – Zweden                                  | 4 – 1                                            | EK-kwalificatie 2021                             |                                                  |
| 3.                                               | 3 juni 2021                                      | Zweden – Finland                                 | 2 – 0                                            | Vriendschappelijk                                |                                                  |
| 4.                                               | 8 juni 2021                                      | Zweden – Luxemburg                               | 6 – 0                                            | EK-kwalificatie 2023                             |                                                  |
| 5.                                               | 3 september 2021                                 | Montenegro – Zweden                              | 1 – 3                                            | EK-kwalificatie 2023                             |                                                  |
| 6.                                               | 7 september 2021                                 | Bosnië en Herzegovina – Zweden                   | 1 – 1                                            | EK-kwalificatie 2023                             |                                                  |
| 7.                                               | 8 oktober 2021                                   | Zweden – Montenegro                              | 3 – 1                                            | EK-kwalificatie 2023                             |                                                  |
| 8.                                               | 12 oktober 2021                                  | Italië – Zweden                                  | 1 – 1                                            | EK-kwalificatie 2023                             |                                                  |
| 9.                                               | 29 maart 2022                                    | Zweden – Ierland                                 | 0 – 2                                            | EK-kwalificatie 2023                             |                                                  |
| 10.                                              | 17 november 2022                                 | Denemarken – Zweden                              | 2 – 2                                            | Vriendschappelijk                                |                                                  |
| 11.                                              | 20 november 2022                                 | Zweden – Azerbeidzjan                            | 8 – 1                                            | Vriendschappelijk                                | Goal                                             |
| 12.                                              | 23 maart 2023                                    | Schotland – Zweden                               | 2 – 3                                            | Vriendschappelijk                                |                                                  |
| 13.                                              | 19 juni 2023                                     | Gibraltar – Zweden                               | 0 – 2                                            | EK-kwalificatie 2025                             |                                                  |
| 14.                                              | 8 september 2023                                 | Zweden – Noord-Macedonië                         | 0 – 1                                            | EK-kwalificatie 2025                             |                                                  |
| 15.                                              | 13 oktober 2023                                  | Zweden – Moldavië                                | 4 – 1                                            | EK-kwalificatie 2025                             |                                                  |
| 16.                                              | 17 oktober 2023                                  | Georgië – Zweden                                 | 0 – 0                                            | EK-kwalificatie 2025                             |                                                  |
| 17.                                              | 16 november 2023                                 | Zweden – Finland                                 | 3 – 0                                            | Vriendschappelijk                                |                                                  |
| 18.                                              | 20 november 2023                                 | Zweden – Nederland                               | 2 – 4                                            | EK-kwalificatie 2025                             |                                                  |
| 19.                                              | 22 maart 2024                                    | Cyprus – Zweden                                  | 1 – 6                                            | Vriendschappelijk                                |                                                  |
| 20.                                              | 26 maart 2024                                    | Moldavië – Zweden                                | 0 – 2                                            | EK-kwalificatie 2025                             |                                                  |
| Bijgewerkt tot 14 augustus 2024                  |                                                  |                                                  |                                                  |                                                  |                                                  |

### Zweden
Op 12 januari 2023 maakte Gigović onder bondscoach Janne Andersson zijn debuut voor het Zweedse nationale elftal tijdens een oefeninterland tegen IJsland in de Algarve. Hij begon in de basis bij de met 2–1 gewonnen wedstrijd en werd in de 77e minuut vervangen door Samuel Gustafson.[1] Precies een jaar later kwam hij tot zijn tweede en laatste interland, opnieuw in een oefenwedstrijd, ditmaal in Griekenland tegen Estland.
| Interlands van Armin Gigović voor Zweden | Interlands van Armin Gigović voor Zweden | Interlands van Armin Gigović voor Zweden | Interlands van Armin Gigović voor Zweden | Interlands van Armin Gigović voor Zweden | Interlands van Armin Gigović voor Zweden |
| №                                        | Datum                                    | Wedstrijd                                | Uitslag                                  | Soort Wedstrijd                          | Doelpunten                               |
| ---------------------------------------- | ---------------------------------------- | ---------------------------------------- | ---------------------------------------- | ---------------------------------------- | ---------------------------------------- |
| 1.                                       | 12 januari 2023                          | Zweden – IJsland                         | 2 – 1                                    | Vriendschappelijk                        |                                          |
| 2.                                       | 12 januari 2024                          | Zweden – Estland                         | 2 – 1                                    | Vriendschappelijk                        |                                          |
| Bijgewerkt tot 14 augustus 2024          |                                          |                                          |                                          |                                          |                                          |

### Bosnië en Herzegovina
Gigović maakte op 3 juni 2024 zijn debuut in het nationale team onder bondscoach Sergej Barbarez tijdens een oefeninterland tegen Engeland. Hij startte in de basisopstelling in St. James' Park in Newcastle upon Tyne. Tijdens zijn negende interland, op 21 maart 2015, maakte hij in de 14e minuut van het met 0-1 gewonnen uitduel tegen Roemenië zijn eerste doelpunt voor Bosnië en Herzegovina.
| Interlands van Armin Gigović voor Bosnië en Herzegovina | Interlands van Armin Gigović voor Bosnië en Herzegovina | Interlands van Armin Gigović voor Bosnië en Herzegovina | Interlands van Armin Gigović voor Bosnië en Herzegovina | Interlands van Armin Gigović voor Bosnië en Herzegovina | Interlands van Armin Gigović voor Bosnië en Herzegovina |
| №                                                       | Datum                                                   | Wedstrijd                                               | Uitslag                                                 | Soort Wedstrijd                                         | Doelpunten                                              |
| ------------------------------------------------------- | ------------------------------------------------------- | ------------------------------------------------------- | ------------------------------------------------------- | ------------------------------------------------------- | ------------------------------------------------------- |
| 1.                                                      | 3 juni 2024                                             | Engeland – Bosnië en Herzegovina                        | 3 – 0                                                   | Vriendschappelijk                                       |                                                         |
| 2.                                                      | 9 juni 2024                                             | Italië – Bosnië en Herzegovina                          | 1 – 0                                                   | Vriendschappelijk                                       |                                                         |
| 3.                                                      | 7 september 2024                                        | Nederland – Bosnië en Herzegovina                       | 5 – 2                                                   | Nations League 2024/25 (Divisie A)                      |                                                         |
| 4.                                                      | 10 september 2024                                       | Hongarije – Bosnië en Herzegovina                       | 0 – 0                                                   | Nations League 2024/25 (Divisie A)                      |                                                         |
| 5.                                                      | 11 oktober 2024                                         | Bosnië en Herzegovina – Duitsland                       | 1 – 2                                                   | Nations League 2024/25 (Divisie A)                      |                                                         |
| 6.                                                      | 14 oktober 2024                                         | Bosnië en Herzegovina – Hongarije                       | 0 – 2                                                   | Nations League 2024/25 (Divisie A)                      |                                                         |
| 7.                                                      | 16 november 2024                                        | Duitsland – Bosnië en Herzegovina                       | 7 – 0                                                   | Nations League 2024/25 (Divisie A)                      |                                                         |
| 8.                                                      | 19 november 2024                                        | Bosnië en Herzegovina – Nederland                       | 1 – 1                                                   | Nations League 2024/25 (Divisie A)                      |                                                         |
| 9.                                                      | 21 maart 2025                                           | Roemenië – Bosnië en Herzegovina                        | 0 – 1                                                   | WK-kwalificatie 2026                                    | Goal                                                    |
| 10.                                                     | 24 maart 2025                                           | Bosnië en Herzegovina – Cyprus                          | 2 – 1                                                   | WK-kwalificatie 2026                                    |                                                         |
| 11.                                                     | 7 juni 2025                                             | Bosnië en Herzegovina – San Marino                      | 1 – 0                                                   | WK-kwalificatie 2026                                    |                                                         |
| 12.                                                     | 10 juni 2025                                            | Slovenië – Bosnië en Herzegovina                        | 2 – 1                                                   | Vriendschappelijk                                       |                                                         |
| Bijgewerkt tot 22 juni 2025                             |                                                         |                                                         |                                                         |                                                         |                                                         |

## Erelijst
| Kampioen Superligaen | 1x | 2023/24 |

## Persoonlijk
Gigović werd geboren in het Zweedse Lund en is de zoon van voormalig Bosnisch voetballer Almir Gigović. Zijn broertje Ervin is eveneens profvoetballer.